# Hagle
Hagle è un duo musicale norvegese formatosi nel 2020. È costituito dai rapper André Jensen e Olav Tokerud.

## Storia del gruppo
Il duo si è fatto conoscere con la hit Bøgda (2021), certificata triplo platino dalla IFPI Norge per le 180 000 unità accumulate; il brano è contenuto nel loro album in studio d'esordio, Bassen i bagasjen (2022), classificatosi 4º nella VG-lista. Lo stesso disco ha prodotto anche Ærmen i kærmen (2021), candidata per lo Spellemannprisen alla canzone dell'anno, Kjerring i fra by'n (2021), prima top five del gruppo nella hit parade norvegese, nonché certificata platino dal ramo norvegese della International Federation of the Phonographic Industry.
Hanno ricevuto due Spellemannprisen, uno per la svolta dell'anno e l'altro per la musica da festa. La IFPI Norge ha assegnato al duo otto ulteriori dischi di platino e dieci d'oro, equivalenti a un totale di 780 000 unità certificate in singoli.
Nell'aprile 2025 si contesi lo Spellemannprisen alla musica da festa.

## Formazione
- André Jensen
- Olav Tokerud

## Discografia

### Album in studio
- 2022 – Bassen i bagasjen

### Singoli
- 2020 – Traktor
- 2020 – Født til å ragge
- 2020 – Det årnær sæ
- 2021 – Ærmen i kærmen
- 2021 – Bøgda (con Staysman)
- 2021 – Ærbeskær
- 2021 – Kjerring i fra by'n (con Halva Priset)
- 2021 – Ronny & Ragge
- 2021 – Rullær (con Den BB)
- 2022 – Medbrakt (con Ringnes-Ronny)
- 2022 – Felleskjøpet-dress
- 2022 – Høl i potta (con ZadeKing e Blåsemafian)
- 2022 – Gatebil (con Tix)
- 2023 – Norge rundt
- 2023 – Rom & Cola (con Den BB)
- 2023 – Gamleveien (con Staysman e Sputnik)
- 2023 – Danse på panseret (con BEK & Moberg)
- 2023 – Langt av sted
- 2023 – Dum i haue (con Sandra Lyng)
- 2023 – Över gränsen (con Elov & Beny)
- 2023 – Penger på hest (con Ole Ivars)
- 2024 – Mekke bil (feat. Tor-Anders Ringnes)
- 2024 – Harry stil
- 2024 – Morra di
- 2024 – Søv når æ dør (con Carina Dahl)
- 2024 – Raggarnissen (con Staysman e Sandra Lyng)
- 2025 – 100 & hælvette (con i Kuselofte)
- 2025 – Hopp inn i kjerra (con Sandra Lyng)
- 2025 – Tappa kontroll (Reaktorn) (con Erik Meduza)
- 2025 – Fest i Trøndelag (con Carina Dahl e Johnny Skinnvest)